# Sebastián Yradier

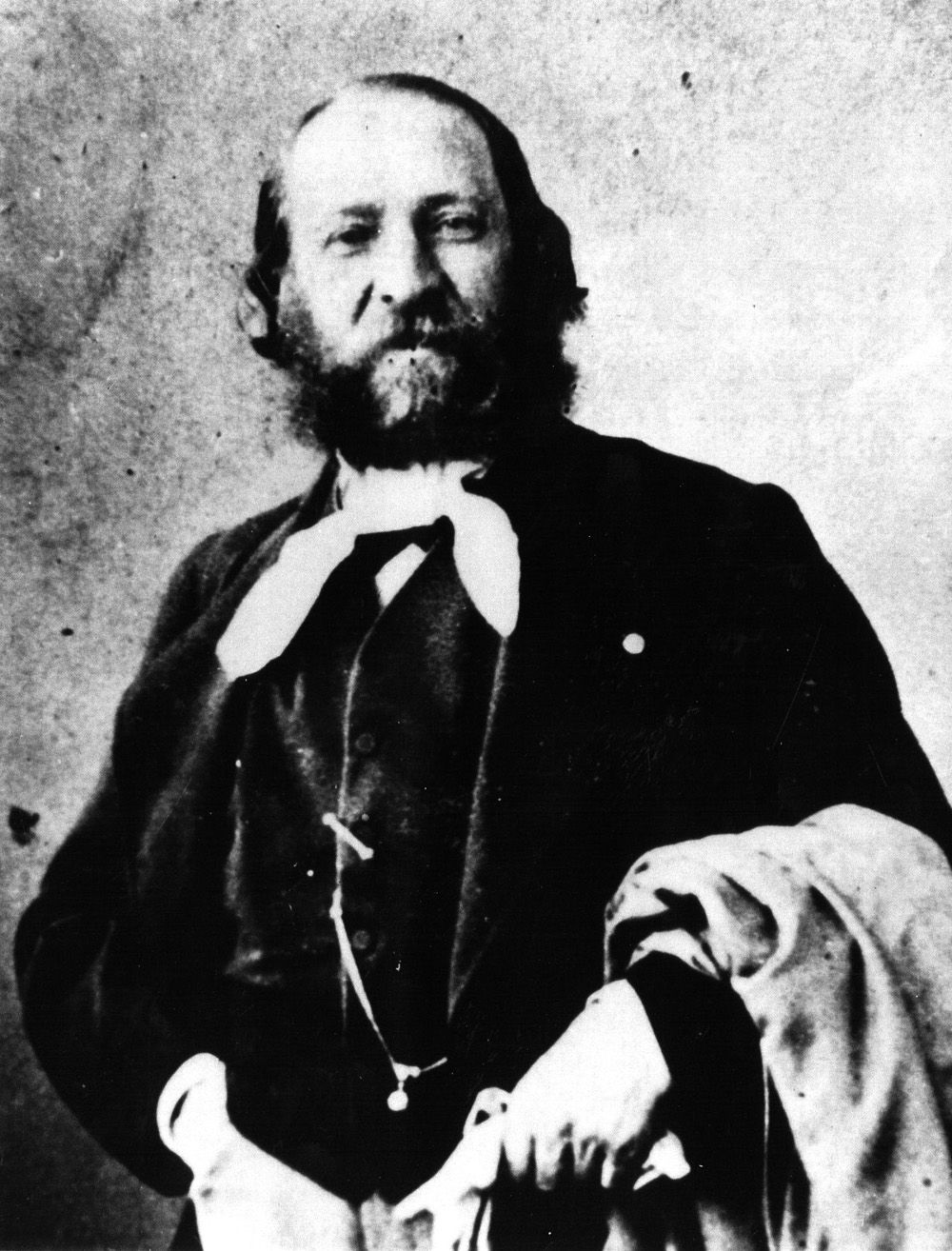
Sebastián Iradier

Sebastián Yradier, ursprungligen Sebastián de Iradier y Salaverri, född 20 januari 1809 i Lanciego nära Álava, död 6 december 1865 i Vitoria, var en spansk kompositör.
Han började sin karriär som musiker i Madrid, där han bidrog till olika zarzuelas.
Senare vistades han i Paris, som kejsarinnan Eugénie de Montijos sånglärare, där hans förläggare rekommenderade honom att byta sitt efternamn till Yradier.
Yradier blev främst känd för sina habaneras (sånger från Havanna), och speciellt för den med namnet La Paloma som komponerades något år före Yradiers död, och postumt gjorde hans habaneras enormt populära i Spanien, Amerika och särskilt i Mexiko.
Ytterligare en känd habanera av Yradier heter El Arreglito och användes av Georges Bizet, i hans opera Carmen (1873), för den berömda arian känd som "L'amour est un oiseau rebelle".